# الميثاق الديمقراطي للدول الأمريكية
اعتمد الميثاق الديمقراطي للدول الأمريكية في 11 سبتمبر 2001 من العام في دورة استثنائية للجمعية العامة لمنظمة الدول الأمريكية عقدت في ليما، بيرو. وهو أداة الدول الأمريكية التي تهدف بشكل رئيسي إلى تعزيز ودعم المؤسسات الديمقراطية في كلتا الأمريكتين. يحدد الميثاق، وهو ملزم لجميع الدول الأعضاء في منظمة الدول الأمريكية البالغ عددها 34 دولة، ما تتضمنه الديمقراطية ويحدد كيفية الدفاع عنها عندما تكون مهددة.

## الخلفية
بدءًا من الثمانينيات وخاصة بعد الحرب الباردة، أدى الاهتمام الدولي المتزايد بالعمل المتعدد الأطراف لدعم حقوق الإنسان والديمقراطية إلى العديد من الاتفاقيات والمعاهدات في الأمم المتحدة وغيرها من المنظمات الإقليمية، عقدت منظمة الدول الأمريكية سلسلة مؤتمرات حول قضية الديمقراطية. واحدة من المبادئ الأساسية لمنظمة الدول الأمريكية هي الديمقراطية، وقد كُرّست في ميثاق المنظمة منذ البداية. عزز بروتوكول كرتاجنة دي اندياس عام 1985 الميثاق بشأن الديمقراطية من خلال التأكيد على أن «الديمقراطية التمثيلية شرط أساسي لا غنى عنه لاستقرار المنطقة وسلامها وتنميتها وتضامن الدول الأمريكية والأهداف العالية التي يتم السعي لتحقيقها من خلال هذه الديمقراطية التمثيلية وذلك يتطلب أن تكون الديموقراطية التمثيلية أساس التنظيم السياسي لتلك الدول».
لكنّ الميثاق ومع أنه يحض المنظمة على تعزيز الديمقراطية إلا أنه يشدد على «الاحترام الواجب لمبدأ عدم التدخل»، ويفتقر إلى أي آلية للعمل الجماعي بين الدول الأمريكية في الدفاع عن الديمقراطية.
قدم برنامج الأمريكتين التابع لمركز كارتر المشورة لمنظمة الدول الأمريكية بشأن تطوير الوثيقة. كان وزير الخارجية الأمريكي كولن باول مشاركًا في الدورة الاستثنائية للجمعية العامة في ليما التي اعتُمد فيها الميثاق الديمقراطي فغاب عن بلاده عند وقوع هجمات 11 سبتمبر 2001 ليقطع مشاركته في الاجتماع ويغادر ليما متوجهًا إلى العاصمة واشنطن.

## أحكامه
تحدد المادة 1 غرض الميثاق وهدفه:
«لشعوب الأمريكتين الحق في الديمقراطية، وعلى حكوماتهم واجب تعزيزها والدفاع عنها».
يحدد الباب الرابع كيف تتصرف المنظمة بعد «انقطاع غير دستوري للنظام الديمقراطي أو تغيير غير دستوري للنظام الدستوري يضعف النظام الديمقراطي في دولة عضو بشكل خطير». تنص المادة 19 على أن انقطاعًا أو تغييرًا كهذا في إحدى الدول يشكل «عقبة لا يمكن تخطيها أمام مشاركة حكومة تلك الدولة في دورات الجمعية العامة واجتماع التشاور ومجالس المنظمة والمؤتمرات المتخصصة واللجان ومجموعات العمل وغيرها من هيئات المنظمة.» وبالتالي، تنص المادة 20 على أنه بعد هذا الانهيار في النظام الدستوري لإحدى الدول الأعضاء، يمكن لأي دولة أخرى أو للأمين العام أن يطلبوا عقد اجتماع فوري للمجلس الدائم للمنظمة لإجراء تقييم جماعي للوضع واتخاذ القرارات المناسبة. إذا أثبتت جهود المجلس الدائم عدم جدواها في إعادة إرساء النظام الدستوري، أو إذا اعتبر الوضع عاجلًا بشكل خاص، يمكن عقد دورة استثنائية للجمعية العامة لمعالجة هذه المسألة. عندئذ قد تقرر تلك الجلسة الاستثنائية، بغالبية ثلثي الدول الأعضاء، تعليق عضوية الدولة المعنية.
ما إن تُحل المشكلة التي أدت إلى تعليق عضوية إحدى الدول، يمكن إعادة تفعيل عضويتها بتصويت ثلثي الجمعية العامة.
يتضمن الميثاق أحكامًا إضافية تتناول الإجراءات التي يتعين على الدول الأعضاء تبنيها لتعزيز ثقافة الديمقراطية داخل بلدانها، ويضع إطارًا لقيام المنظمة بمهام مراقبة الانتخابات في الدول الأعضاء.

## التطبيقات

### فنزويلا، 2002
سّجل أول تنفيذ رسمي بالميثاق الديمقراطي للبلدان الأمريكية في أبريل من العام 2002 بعد محاولة الانقلاب في فنزويلا التي أطاحت بالرئيس هوجو شافيز مؤقتًا من منصبه في 11 أبريل. كان رؤساء دول مجموعة ريو الـ 19 يعقدون قمة في سان خوسيه، كوستاريكا، عندما وصلت أنباء الانقلاب فاصدروا بيانًا مشتركًا في 12 أبريل يدينون فيه محاولة الاستيلاء على السلطة ودعوا لعقد جلسة خاصة للجمعية العامة حول الأحداث الجارية كان الرئيس المكسيكي فيسنتي فوكس أحد القادة الذين أصدروا دعوة لعقد جلسة خاصة فورية على الرغم من معارضته لسياسات الرئيس شافيز وهو نفسه الذي سيستدعي بعد ثلاث سنوات سفير بلاده من كاراكاس بعد أن وصف شافيز نظيره المكسيكي بأنه «كلب الإمبراطورية».   لم ينجح الانقلاب وعاد شافيز إلى السلطة قبل أن يتّخذ الميثاق أي قرارات أو إجراءات.

### الهندوراس 2009
لم يفعّل الميثاق الديمقراطي للبلدان الأمريكية مرة أخرى حتى شهر يونيو من العام 2009 عند وقوع انقلاب في هندوراس. أشار الرئيس الأمريكي باراك أوباما حينها إلى الميثاق في بيانه عن الانقلاب. صرح أوباما بأنه يعتقد أن الانقلاب كان انتهاكًا للميثاق.

### فنزويلا 2014
في ذكرى مرور شهر على استمرار الاحتجاجات والاضطرابات السياسية في فنزويلا، قال وزير الخارجية الأمريكي جون كيري في جلسة استماع أمام مجلس النواب الأمريكي إن الولايات المتحدة مستعدة لتفعيل الميثاق الديمقراطي على فنزويلا إذا لزم الأمر.

### فنزويلا، 2016
في 19 مايو من العام 2016، طلبت الجمعية الوطنية الفنزويلية رسميًا من الأمين العام لمنظمة الدول الأمريكية لويس ألماجرو تفعيل الميثاق الديمقراطي للبلدان الأمريكية بسبب الوضع الاقتصادي والسياسي للبلاد، بما في ذلك الأزمة الاقتصادية وسيطرة الرئيس مادورو على الفروع القضائية والانتخابية للحكومة، إضافة إلى مرسوم إعلان حالة الطوارئ الذي وقعه الرئيس دون موافقة برلمانية، والتهديدات التي وجهها الرئيس مادورو بإغلاق الجمعية الوطنية ومنع الاستفتاء الذي تدعو له المعارضة. في 31 مايو، وعلى الرغم من الانتقادات الشديدة التي وجهتها الدول اليسارية، دعا ألماجرو إلى عقد اجتماع طارئ   كان من المحتمل أن يؤدي إلى طرد فنزويلا من منظمة الدول الأمريكية.